# New World (album The Kelly Family)
New World – dziewiąty album studyjny zespołu The Kelly Family, wydany w 1990 r.

## Lista utworów[1]
1. "Who'll Come With Me (David's Song)" (śpiew: Paddy, Dan) – 3:02
2. "Good Neigbor" (śpiew: Paddy) – 3:47
3. "Let My People Go" (śpiew: Joey, Jimmy, Paddy, Angelo) – 4:51
4. "Swing All Night" (śpiew: Angelo, Barby, Paddy, Maite) – 2:41
5. "Only Our Rivers Run Free" (śpiew: Kathy) – 4:34
6. "The Rose" (śpiew: Patricia, John, Kathy) – 6:00
7. "Papa Cool" (śpiew: Maite, Paddy, Barby, Angelo) – 3:07
8. "Let It Be" (śpiew: Joey, Jimmy, John, Paddy, Angelo) – 4:14
9. "New World" (śpiew: Paddy, Kathy) – 3:38
10. "We're Winning Mom" (śpiew: Kathy, Paddy) – 4:55
11. "Give Us Rain" (śpiew: Kathy, Patricia) – 2:54
12. "Amazing Grace" (śpiew: Kathy, Paddy) – 4:11

### Utwory bonusowe
W edycji "wzmocnionej" dodano teledysk koncertowy do piosenki "Let It Be".